# Rosette Poletti
Pour les articles homonymes, voir Poletti.
Rosette Poletti, née en 1938 à Payerne, est une infirmière en soins généraux et en psychiatrie suisse. Elle est l'auteur de nombreux ouvrages d'orientation pratique sur le développement personnel, le deuil, l'acceptation de ce qui est et la sérénité.

## Biographie
Rosette Poletti naît en 1938 à Payerne, dans le canton de Vaud. Elle est l'aînée d'une famille de trois enfants (un frère cadet et une sœur benjamine) et grandit dans la localité de Vers-chez-Perrin, rattachée à la commune de Payerne,. Ses parents sont protestants pratiquants, et humanistes. Son père est de sensibilité de gauche, sa mère de droite. Son arrière grand-père paternel est italien.  
Jeune fille au pair à Londres, elle découvre la prière active et la musique orthodoxe. Grande voyageuse, elle passe dix ans aux États-Unis et séjourne en Inde. 
Elle habite à Yverdon, en colocation avec une famille réfugiée tibétaine depuis 2014. 

## Formation et parcours professionnel
Après s'être d'abord destinée à une carrière d'institutrice et avoir échoué aux examens oraux de l'École normale en 1954, elle se lance des études d'infirmière à Genève qu'elle achève en 1961. Elle obtient une « Licence (Master) en Sciences de l’éducation » à l'Université de Genève, puis un diplôme de théologie de la même université. Elle s'occupe alors de patients en fin de vie en milieu hospitalier. En 1963, elle part travailler comme infirmière missionnaire dans les bidonvilles de Marseille, puis en Algérie,. Après avoir contracté la fièvre typhoïde, elle rentre en Suisse.  
En 1965, elle part aux États-Unis. Elle y reste sept ans et y obtient, tout en travaillant à temps partiel comme infirmière, un master en sciences infirmières, puis un doctorat en sciences de l'éducation à l'université Columbia de New York et enseigne à l'Université Pace de New York où elle effectue des travaux en recherche clinique infirmière, notamment au sujet du deuil, de l'autonomie individuelle et de l'accompagnement de fin de vie. Durant son séjour aux États-Unis, elle collabore avec Elisabeth Kübler-Ross.  
De retour en Suisse, elle prend la tête de l'École du Bon secours à Genève pour une durée de huit ans, puis devient directrice à l’École Supérieure d'Enseignement Infirmier de la Croix-Rouge à Lausanne en 1984, puis codirectrice en 1988. Par la suite, elle exerce la psychothérapie, anime la rubrique du courrier des lecteurs du journal le Matin, est responsable d'un centre de formation à l'accompagnement des personnes en difficulté et travaille comme experte auprès de l'Organisation mondiale de la santé.
Elle participe à des sessions à l'Institut de recherche et de formation à l’accompagnement des personnes en fin de vie et des personnes en deuil à Yverdon.
Elle tient une chronique dans Le Matin Dimanche depuis 1987.

## Principales thématiques
Elle préconise le lâcher-prise, selon elle c'est s'ouvrir au présent plutôt que craindre ou programmer l'avenir.
En 1998, elle fonde l'association Vivre son deuil Suisse, qui organise des conférences, séminaires et des cafés-deuil,.
En 2017, elle fait partie du comité de l'initiative populaire fédérale « Pour des soins infirmiers forts ».

## Publications
Cette bibliographie recense trop d'ouvrages (mars 2022). Les ouvrages doivent être de « référence » dans le domaine du sujet de l'article. Il peut être souhaitable de les insérer dans une référence et de les enlever de la section « bibliographie ». Il peut être également utile de créer un article bibliographique spécifique.
Sauf indication contraire, les ouvrages sont tous coécrits avec Barbara Dobbs :
- Les Soins infirmiers : théories et concepts, Montrouge, Bayard, 1978, 180 p. (ISBN 2-227-13014-8)
- L'Enrichissement des interventions en soins hospitaliers, Montrouge, Bayard, 1980, 136 p. (ISBN 2-227-13019-9)
- Dialogue de vie : la force d'une conviction, Bernex, Jouvence, 1997, 124 p. (ISBN 2-88353-109-9)
- Lâcher prise : dire oui à la vie, Genève/Saint-Julien-en-Genevois, Éditions Jouvence, 1998, 95 p. (ISBN 2-88353-151-X)
- L'Estime de soi : un bien essentiel, Bernex, Jouvence, 1998, 96 p. (ISBN 2-88353-150-1)
- La Résilience, Bernex, Jouvence, coll. « Pratique », 2001, 94 p. (ISBN 2-88353-251-6)
- Donner du sens à sa vie, Bernex, Jouvence, coll. « Pratique », 2002, 95 p. (ISBN 2-88353-252-4)
- Vivre le deuil en famille, Saint-Maurice, Éditions Saint-Augustin, coll. « L'aire De Famille », 2001, 139 p. (ISBN 2-88011-204-4, lire en ligne)
- Vivre son deuil et croître, Bernex, Jouvence, 2003, 148 p. (ISBN 2-88353-322-9)
- La Voie du coquelicot  (écrit seul), Bernex, Jouvence, 2003, 45 p. (ISBN 2-88353-355-5)
- Des pensées pour grandir, Bernex, Jouvence, coll. « Maxi pratique », 2004, 92 p. (ISBN 2-88353-396-2)
- La Compassion pour seul bagage, Bernex, Jouvence, coll. « Pratiques », 2004, 93 p. (ISBN 2-88353-365-2)
- Plénitudes : merveilleuses pensées pour chaque jour, Bernex, Jouvence, 2005, 383 p. (ISBN 2-88353-618-X)
- Accepter ce qui est, Bernex, Jouvence, 2005, 95 p. (ISBN 2-88353-492-6)
- Ressources, un jour une pensée, Bernex, Jouvence, 2006, 223 p. (ISBN 2-88353-505-1)
- L'Homme entre terre et ciel, Bernex, Jouvence, coll. « Pratiques », 2007, 160 p. (ISBN 978-2-88353-524-4)
- Se désencombrer de l'inutile, Bernex, Jouvence, coll. « Pratiques », 2008, 95 p. (ISBN 978-2-88353-530-5 et 2-88353-530-2)
- Petites fleurs du cœur pour grandir au fil des jours, Bernex, Jouvence, 2009, 125 p. (ISBN 978-2-88353-749-1)
- Comment se dire adieu... : rupture, séparation et deuil, Bernex, Jouvence, 2009, 117 p. (ISBN 978-2-88353-779-8)
- La Gratitude : savoir et oser l'exprimer, Bernex, Jouvence, 2009, 94 p. (ISBN 978-2-88353-778-1)
- Rendre grâces : exprimer sa gratitude au fil des jours, Bernex, Jouvence, 2010, 159 p. (ISBN 978-2-88353-568-8)
- Philosophie du coquelicot : prendre soin de soi pour prendre soin de l'autre, Bernex, Jouvence, 2010, 125 p. (ISBN 978-2-88353-767-5)
- Geneviève Bridel, Le Sens des autres : entretiens avec Rosette Poletti, Lausanne, La Bibliothèque des Arts, coll. « Paroles vives », 2010, 200 p. (ISBN 978-2-88453-159-7)
- Petit cahier d'exercices d'émerveillement, Bernex, Jouvence, 2011, 64 p. (ISBN 978-2-88353-962-4)
- Petit cahier d'exercices d'estime de soi, Bernex, Jouvence, 2011, 63 p. (ISBN 978-2-88353-711-8)
- Petit cahier d'exercices du lâcher-prise, Bernex, Jouvence, 2011, 63 p. (ISBN 978-2-88353-712-5)
- L'Essentiel du lâcher-prise, Bernex, Jouvence, 2014, 94 p. (ISBN 978-2-88911-529-7)
- L'Attention : l'autre nom de l'amour, Gollion, La Source de Vie, 2015 (ISBN 978-2-88938-012-1)
- Chemins de sagesse pour les temps difficiles, Gollion, La Source de Vie, 2015, 117 p. (ISBN 978-2-88938-000-8)
- 40 jours pour retrouver la paix et la sérénité après un deuil ou une rupture, avec aromathérapie, L'Auberson, Éditions ASSA, 2015 (ISBN 978-2-88922-505-7)
- 365 jours pour éveiller les ressources qui sont en vous : un jour, une pensée, Bernex, Jouvence, 2016, 223 p. (ISBN 978-2-88911-760-4)
- Vincent Lecourt et Rosette Poletti, Le Burn-out des soignants : à la recherche de sens, Chêne-Bourg, Médecine & Hygiène, 2016, 160 p. (ISBN 978-2-88049-435-3)

- Je m'estime, Bernex, Jouvence, 2017, 96 p. (ISBN 978-2-88911-873-1)

- Être proche-aidant, c'est apprendre à danser sous la pluie plutôt que d'attendre la fin de l'orage, Bernex, Jouvence, 2019, 123 p. (ISBN 978-2-88953-117-2)
- J'atteins la sagesse, Bernex, Jouvence, 2019, 101 p. (ISBN 978-2-88953-136-3)

## Sources
- Publications de et sur Rosette Poletti dans le catalogue Helveticat de la Bibliothèque nationale suisse

- Site officiel